# Zilvermeer (Mol)

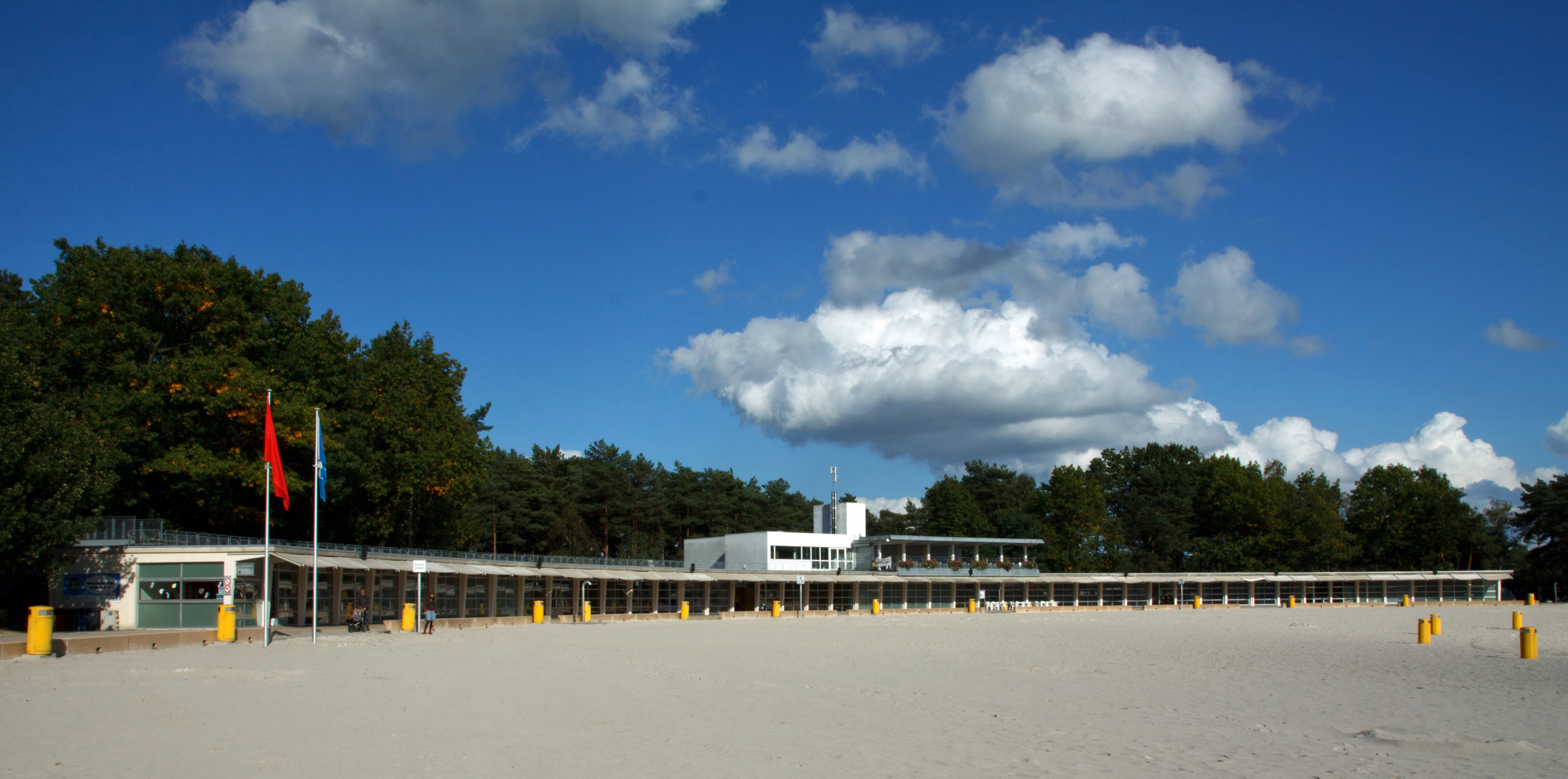
Het Zilvermeer

Het Provinciaal Recreatiedomein Zilvermeer is een recreatiedomein gelegen in de Belgische gemeente Mol. Het domein wordt uitgebaat door de provincie Antwerpen. Het heeft een oppervlakte van 157 hectare en omvat zowel een camping als een recreatief gedeelte.
Het recreatiedomein omvat een zwemvijver met witzandstrand, een watersport- en duikvijver, speeltuinen, minigolf, roeiboten en waterfietsen, go-karts en elektrische minicars.  Op het domein zijn er meerdere horecabedrijven, een grote bivakplaats, kampeerhutten en voor mindervaliden toegankelijke vakantiewoningen. Verder zijn er een hoogteparcours, een avonturentoren, een klimmuur met een speleobox, en andere sportterreinen. Sinds 2006 beschikt het domein over een eigen toervaarthaven. 
Het domein is onderdeel van een zandwinningsreserve van Sibelco. In ruil voor uitbating van het domein zou het Antwerpse provinciale bestuur andere gronden hebben gereserveerd voor toekomstige zandwinning.  Zilvermeer draagt verschillende keurmerken voor milieu- en natuurbehoud, zoals de ISO 14001-certificatie, de Groene Sleutel en de Blauwe Vlag. Opmerkelijk is dat het Zilvermeer een natuurlijk zuiveringssysteem in zijn zwemvijver heeft. 

## Jaarlijkse activiteiten
- Festival Pennenzakkenrock voor kinderen aan het begin van de zomervakantie.
- Sus Luyten Wielerfeest, een recreatieve fietstocht voor gezinnen en wielertoeristen.
- Wintersfeer op het Zilvermeer, een wandeltocht.

## Fictie
Het Provinciaal Domein het Zilvermeer speelt een belangrijke rol als locatie in de strip De gestrande pennenzak van Jommeke.